# Dodecaceria
Dodecaceria is een geslacht van borstelwormen uit de familie van de Cirratulidae. De wetenschappelijke naam van het geslacht werd voor het eerst geldig gepubliceerd in 1843 door Ørsted.

## Soorten
- Dodecaceria alphahelixae Blake & Dean, 2019
- Dodecaceria ater (Quatrefages, 1866)
- Dodecaceria berkeleyi Knox, 1972
- Dodecaceria capensis Day, 1961
- Dodecaceria carolinae Aguilar-Camacho & Salazar-Vallejo, 2011
- Dodecaceria choromytilicola Carrasco, 1977
- Dodecaceria concharum Örsted, 1843
- Dodecaceria coralii (Leidy, 1855)
- Dodecaceria cretacea Voigt, 1971
- Dodecaceria dibranchiata Blake & Dean, 2019
- Dodecaceria diceria Hartman, 1951
- Dodecaceria fewkesi Berkeley & Berkeley, 1954
- Dodecaceria fistulicola Ehlers, 1901
- Dodecaceria gallardoi Carrasco, 1977
- Dodecaceria inhamata (Hoagland, 1919)
- Dodecaceria joubini
- Dodecaceria laddi Hartman, 1954
- Dodecaceria meridiana Elias & Rivero, 2009
- Dodecaceria multifiligera Hartmann-Schröder, 1962
- Dodecaceria opulens Gravier, 1908
- Dodecaceria pulchra Day, 1955
- Dodecaceria saeria Paterson & Neal, 2020
- Dodecaceria saxicola (Grube, 1855)
- Dodecaceria sextentaculata (Delle Chiaje, 1822-1826)

### Nomen dubium
- Dodecaceria fimbriata (Verrill, 1879)

### Synoniemen
- Dodecaceria afra Augener, 1918 => Caulleriella capensis (Monro, 1930)
- Dodecaceria caulleryi Dehorne, 1933 => Dodecaceria concharum Örsted, 1843